# Oeneis karae
Oeneis karae är en fjärilsart som beskrevs av Kusnetzov 1925. Oeneis karae ingår i släktet Oeneis och familjen praktfjärilar. Inga underarter finns listade i Catalogue of Life.